# ينس مارتن كنودسن (لاعب كرة قدم)
ينس مارتن كنودسن (بالدنماركية: Jens Martin Knudsen)‏ هو لاعب كرة يد ولاعب كرة قدم دنماركي، ولد في 11 يونيو 1967 في Saltangará ‏ في جزر فارو. شارك مع منتخب جزر فارو لكرة القدم. أما مع النوادي، فقد لعب مع بي36 توشهافن وجي آي جوتا ونادي آير يونايتد ونادي رونافيك.

## وصلات خارجية
- ينس مارتن كنودسن على موقع قاعدة بيانات كرة القدم.إي يو (الإنجليزية)
- ينس مارتن كنودسن على موقع ناشيونال فوتبول تيمز (الإنجليزية)
- ينس مارتن كنودسن على موقع عالم كرة القدم.نت (الإنجليزية)